# シューティング・スター賞
シューティング・スター賞（シューティング・スターしょう、Shooting Stars Award）は、ベルリン国際映画祭の賞のひとつ。欧州の若手俳優に与えられる。

## 概要
ヨーロッパ映画界に登場したニュー・スターをいち早く取り上げて紹介しつつ、彼らの栄光を讃え、これを今後のステップ・アップに役立ててもらおうという趣旨で、1998年に創設された。EUメディア・プログラムとEFP(European Film Promotion)のサポートで、毎年ベルリン国際映画祭期間中に授賞式が行われる。
後にアカデミー賞を受賞するレイチェル・ワイズと007シリーズのダニエル・クレイグの夫妻、ハリウッドで活躍するメラニー・ロランやキャリー・マリガンなど、多くの有名俳優を輩出している。

## 条件
- 欧州の俳優・女優であること
- 英語が流暢であること
- 35歳未満であること
- 過去12ヶ月以内に映画で主要な役を演じていること
- 出演作が複数の映画祭や複数の国で上映されていること
- 自国の映画賞にノミネートされたか受賞したことがあること

以上の条件を満たした中から選出される。

## 受賞者
| 年   | 男優 | 女優 |
| ---- | --- | --- |
| 1998 | ファン・ディエゴ・ボト スペイン · フリッツ・カール オーストリア · ヴィクトル・レーヴ オランダ · マイケル・パス ベルギー · メルヴィル・プポー フランス · ラース・シモンセン デンマーク · ユルゲン・フォーゲル ドイツ | ベアトリス・バダルダ ポーランド · クロティルド・クロー フランス · サブリナ・ラルキン ベルギー · ラビナ・ミテフスカ イギリス · フランカ・ポテンテ ドイツ · イングリッド・ルビオ スペイン · アネッケ・ヴォン・デル・リッペ ノルウェー · Vicky Volioti ギリシャ · レイチェル・ワイズ イギリス |
| 1999 | モーリッツ・ブライプトロイ ドイツ · マチュー・ドゥミ フランス · Renos Haralambidis ギリシャ · ディオゴ・インファンテ ポーランド · エドゥアルド・ノリエガ スペイン · ポール・ローナン アイルランド · クリスチャン・シュミット オーストリア · イングヴァール・E・シガードソン アイスランド · ユーハン・ヴィーデルベリ スウェーデン | Soraya Gomaa スイス · イーベン・ヤイレ デンマーク · ケリー・マクドナルド イギリス · アナ・モレイラ ポーランド · マリア・シュラーダー ドイツ · レイチェル・スターリング イギリス · アレクシア・ストゥレシ フランス · タマル・ファン・デン・ドップ オランダ · レオノール・ワトリング スペイン |
| 2000 | アントワーヌ・シャペイ フランス · ダニエル・クレイグ イギリス · アウグスト・ディール ドイツ · ヒルマー・スニア・ガドゥナソン アイスランド · トゥーレ・リントハート デンマーク · フェレ・マルティネス スペイン · Francisco Nascimento ポーランド · マルティン・ラポルト スイス | キャロリーヌ・デュセイ フランス · リタ・デュラオ ポーランド · ニーナ・ホス ドイツ · Nadja Hüpscher オランダ · Myriam Muller ルクセンブルク · Photini Papadodima ギリシャ · ニーナ・プロル オーストリア · アレクサンドラ・ラパポート スウェーデン · マヤ・サンサ イタリア · ナタリア・ベルベケ スペイン |
| 2001 | ステファノ・アコルシ イタリア エロイ・アソリン スペイン ベンノ・フユルマン ドイツ ミッキー・ハート ルクセンブルク バルタザル・コルマキュル アイスランド フィリップ・ペータース ベルギー Alexandre Pinto ポーランド マリック・ジディ フランス | ケイト・アシュフィールド イギリス · エレイン・キャシディ アイルランド · Anne-Shlomit Deonna スイス · アン・エレオノーラ・ヨーゲンセン デンマーク · ハイケ・マカチュ ドイツ · Gørild Mauseth ノルウェー · ビルギット・ミニヒマイアー · Evelina Papoulia ギリシャ · リュディヴィーヌ・サニエ フランス · エラン・ヤイ ベルギー                                                                                              |
| 2002 | エンリケ・アルキデス スペイン · Luc Feit ルクセンブルク · Michael Finger スイス · ファブリツィオ・ジフーニ イタリア · Marcell Miklós ハンガリー · ジェレミー・レニエ フランス · フェジャ・ファン・フエット オランダ · アントニオ・ヴァネク ドイツ | Carla Bolito ポーランド · マリア・ボネヴィー ノルウェー · ラシダ・ブラクニ フランス · リンゼイ・ハリス アイルランド · Athena Maximou ギリシャ · ツヴァ・ノヴォトニー スウェーデン · ルーシー・ラッセル イギリス · マルグレート・ヴィルイャルムスドッティル アイスランド · Maria Würgler Rich デンマーク |
| 2003 | ダニエル・ブリュール ドイツ · リベロ・デ・リエンゾ イタリア · クリストッフェル・ヨーネル ノルウェー · ニコライ・リー・カース デンマーク · トーケル・ペターソン スウェーデン · マティアス・スーナールツ ベルギー · ダーン・スフーアマンス オランダ · ジェイミー・サイブス イギリス | レオノール・バルダック フランス · セシル・ドゥ・フランス フランス · Nína Dögg Filippusdóttir アイスランド · ミナ・ハープキラ フィンランド · マリア・ホーフステッター オーストリア · Marilita Lambropoulou ギリシャ · フローラ・モントゴメリー アイルランド · Szonja Oroszlán ハンガリー · Mona Petri スイス · ゴヤ・トレド スペイン · Tatiana Vilhelmová チェコ                                                          |
| 2004 | ゲオルク・フリードリヒ オーストリア · アクセル・ヘニー ノルウェー · Michael Koch スイス · トム・レイク ルクセンブルク · トーマス・レマルキス アイスランド · フィリッポ・ニグロ イタリア · アンドリュー・スコット アイルランド · Ângelo Torres ポーランド · アンドレアス・ウィルソン スウェーデン | アレクサンドラ・アイディニ ギリシャ · エレナ・アナヤ スペイン · ルブナ・アザバル フランス · w:Eva Birthistlelエヴァ・バーシッスル イギリス · イリーナ・ビョークランド フィンランド · ゾー・フェリックス フランス · アンナ・ガイスレロヴァー チェコ · Kristine Nevarauska ラトビア · Eszter Ónodi ハンガリー · テクラ・リューテン オランダ · ソニア・リクター デンマーク · マリア・シモン ドイツ                          |
| 2005 | Jan Budař チェコ · ヤコブ・セーダーグレン デンマーク · マーク・オハローラン アイルランド · ジョルジョ・パゾッティ イタリア · マックス・リーメル ドイツ · トロンド・エスペン・セイム ノルウェー · Kari-Pekka Toivonen フィンランド · ウナクス・ウガルデ スペイン | Aleksandra Balmazović スロベニア · Johanna Bantzer スイス · マリサ・クルス ポーランド · サラ・フォレスティエ フランス · ルカ・グリルシュ ハンガリー · フリーダ・ハルグレン スウェーデン · モニク・ヘンドリックス オランダ · Alexia Kaltsiki ギリシャ · Sascha Ley ルクセンブルク · Alfrun Ornolfsdottir アイスランド · アーチー・パンジャビ イギリス · マリエ・ヴィンク ベルギー · フランツィスカ・ヴァイス オーストリア |
| 2006 | Bjorn Hlynur Haraldsson アイスランド · カルロス・レアル スイス · パヴェル・リシュカ チェコ · ヌヌ・ロペス ポーランド · Christos Loulis ギリシャ · ミムン・オアイーサ オランダ · ヤスペル・パーッコネン フィンランド · リッカルド・スカルマチョ イタリア | Beate Bille デンマーク · マルタ・エトゥラ スペイン · Gabriella Hámori ハンガリー · Maarja Jakobson エストニア · Vesela Kazakova ブルガリア · Iva Krajnc スロベニア · ルース・ネッガ アイルランド · ルーシー・パンチ イギリス · Kathrin Resetarits オーストリア · Eva Röse スウェーデン · アーネ・ダール・トルプ ノルウェー · ファニー・ヴァレット フランス · ヨハンナ・ヴォカレク ドイツ                                 |
| 2007 | Nils Althaus スイス · ニコライ・クレーヴェ・ブロック ノルウェー · マキシミリアン・ブリュックナー ドイツ · ポードリック・ディレーニー アイルランド · デヴィッド・デンシック デンマーク · Tommi Eronen フィンランド · Gísli Örn Gardarsson アイスランド · オスカル・ハエナダ スペイン · ケヴィン・ヤンセンス ベルギー · Marko Mandić スロベニア · Péter Nagy ハンガリー · アフンス・ピメンテウ ポーランド · グスタフ・スカルスガルド スウェーデン · Rain Tolk エストニア · Jules Werner ルクセンブルク | ケイト・ディッキー イギリス · アグニエシュカ・グロホウスカ ポーランド · Klára Issová チェコ · メラニー・ロラン フランス · Táňa Pauhofová スロバキア · マリア・ポピスタス ルーマニア · ハリナ・ライン オランダ · サブリナ・ライター オーストリア · ジャスミン・トリンカ イタリア · Panayota Vladi ギリシャ |
| 2008 | ジョエル・バスマン スイス · ニコラ・カザレ フランス · エリオ・ジェルマーノ イタリア · マルコ・イゴンダ スロバキア · Zsolt Nagy ハンガリー · アンドリュー・ガーフィールド イギリス | スティーネ・フィッシャー・クリステンセン デンマーク · マリアム・ハッソーニ オランダ · ハンナー・ヘルツシュプルング ドイツ · アナマリア・マリンカ ルーマニア |
| 2009 | ダフィット・クロス ドイツ · サイロン・メルヴィル デンマーク · サムリ・ヴァウラモ フィンランド | サラ・ボルジャー アイルランド · Céline Bolomey スイス · Verónica Echegui スペイン · アフシア・エルジ フランス · キャリー・マリガン イギリス · アルバ・ロルヴァケル イタリア · Orsi Tóth ハンガリー |
| 2010 | ドラゴス・ブクル ルーマニア · アンダース・バースモー・クリスチャンセン ノルウェー · クリシュトフ・ハーディック チェコ · エドワード・ホッグ イギリス · ミケーレ・リオンディーノ イタリア | アガタ・ブゼク ポーランド · ズリンカ・ツヴィテシッチ クロアチア · アナイス・ドゥムースティエ フランス · ロッテ・ファーベーク オランダ · ピヒラ・ヴィータラ スウェーデン |
| 2011 | ピルー・アスベック デンマーク · アレクサンダー・フェーリング ドイツ · ドーナル・グリーソン アイルランド · Nik Xhelilaj アルバニア | シルヴィア・フークス オランダ · クララ・ラゴ スペイン · Natasha Petrovic 北マケドニア · アンドレア・ライズボロー イギリス · Marija Škaričić クロアチア · アリシア・ヴィキャンデル スウェーデン |
| 2012 | リズ・アーメッド イギリス · ヤクブ・ギェルシャウ ポーランド · Hilmar Guðjónsson アイスランド · Max Hubacher スイス · ビル・スカルスガルド スウェーデン | アントニア・キャンベル＝ヒューズ アイルランド · アデル・エネル フランス · アンナ・マリア・ミューエ ドイツ · イザベラ・ラゴネーゼ イタリア · アナ・ウラル ルーマニア |
| 2013 | ミケル・ボー・フォルスゴー デンマーク · Jure Henigman スロベニア · ルカ・マリネッリ イタリア | ラウラ・ビルン フィンランド · アダ・コンデースク ルーマニア · アルタ・ドブロシ コソボ · カーラ・ジュリ スイス · Nermina Lukač スウェーデン · ザスキア・ローゼンダール ドイツ · クリスタ・テレ フランス |
| 2014 | Marwan Kenzari オランダ · ヤーコブ・オフテブロ ノルウェー · Mateusz Kościukiewicz ポーランド · Nikola Rakocevic セルビア · ジョージ・マッケイ イギリス | ダニカ・クルチッチ デンマーク · Maria Dragus ドイツ · Miriam Karlkvist イタリア · コスミナ・ストラタン ルーマニア · エッダ・マグナソン スウェーデン |
| 2015 | Joachim Fjelstrup デンマーク · ジャニス・ニーヴナー ドイツ · Moe Dunford アイルランド · Sven Schelker スイス | メイジー・ウィリアムズ イギリス · ナタリア・デ・モリナ スペイン · Abbey Hoes オランダ · Aiste Diržiute リトアニア · ヘラ・ヒルマー アイスランド · Emmi Parviainen フィンランド |